# Джудже-кебаб
Джудже-кебаб або джуджа-кебаб (перська : جوجه کباب , «курка/курча на грилі») — іранська та азербайджанська страва, що складається зі смажених на грилі шматків курятини, на кістці або без неї. Це одна з найпоширеніших та найпопулярніших страв Ірану. Шматочки зазвичай маринують у рубаній цибулі, лимонному соку, наршарабі і шафрані (він надає м'ясу особливий колір). Перед нанизуванням на шампур промазують сметаною. Кебаб подають з нарізаною цибулею, кінзою, петрушкою, обсмаженими помідорами, перцем (обсмаженим або сирим), або іншими овочами.

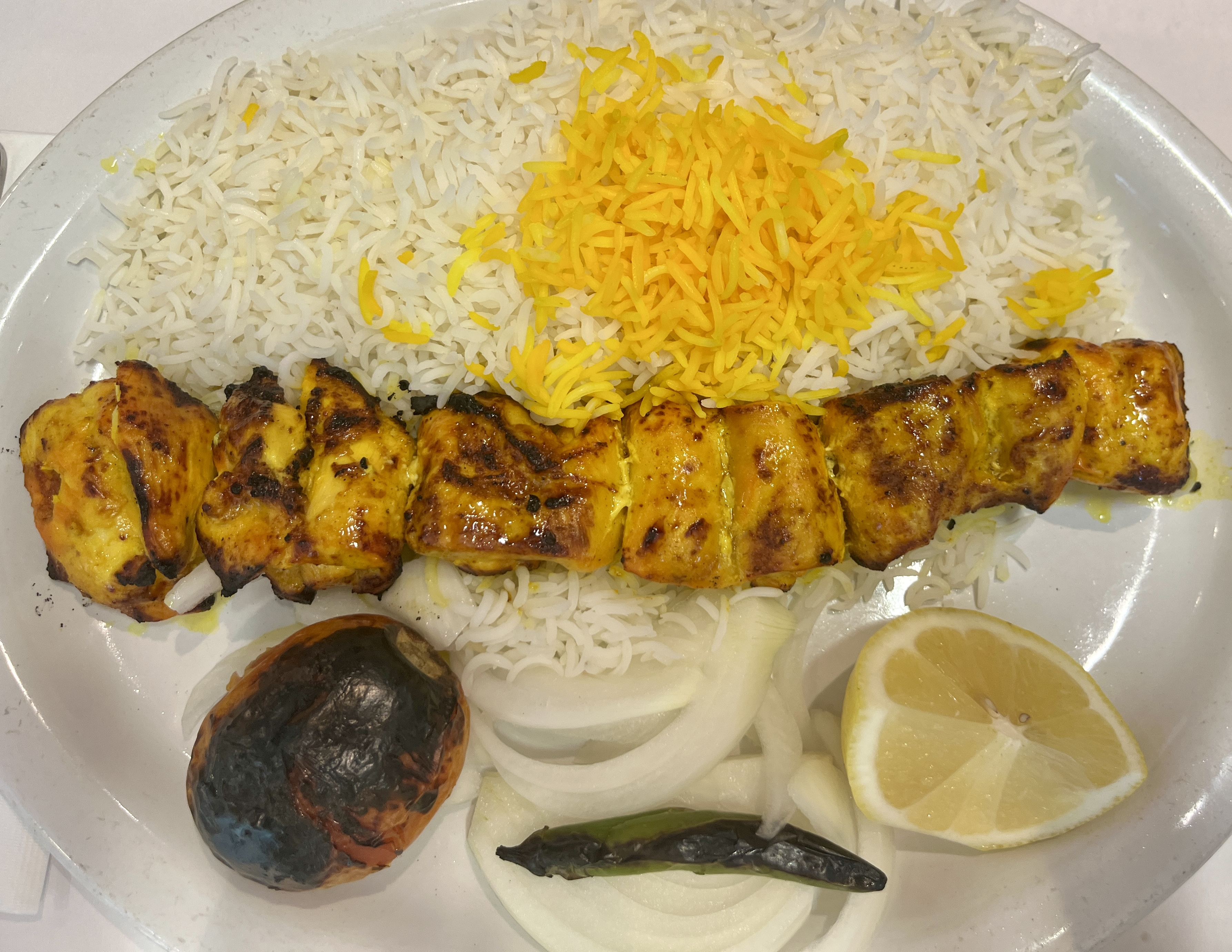
Джудже-кебаб з рисом

Курка часто подається з пропареним рисом «чело» або в лаваші, які є основними продуктами іранської кухні.. Перший варіант частіше подають у ресторанах та на вишуканих вечірках, таких як весільні прийоми, тоді як другий варіант часто їдять удома, на пікніках або упаковують для поїздок.. 